# 職業訓練指導員 (時計科)
職業訓練指導員 (時計科)（しょくぎょうくんれんしどういん とけいか）は、職業訓練指導員免許のうちの1つ。厚生労働省管轄。

## 受験資格
職業訓練指導員免許の受験資格と試験免除を参照。時計修理技能士の保有者など。

## 試験科目

### 学科試験
1. 指導方法（職業訓練原理、教科指導法、訓練生の心理、生活指導及び職業訓練関係法規）
2. 関連学科
  1. 系基礎学科
    1. 機械工学（機械要素　機構）
    2. 工作法（機械部品　電子部品　加工及び組立法　仕上法　測定及び検査法　製図）
    3. 安全衛生（安全管理　衛生管理）

  2. 専攻学科
    1. 時計（構造　時計用材料）
    2. 修理・保守法（修理法　調整法　保守法）

### 実技試験
1. 時計修理
2. 時計調整